# Pseudocalotes poilani
Espèce
Synonymes
- Paracalotes poilani Bourret, 1939

Pseudocalotes poilani est une espèce de sauriens de la famille des Agamidae.

## Répartition
Cette espèce est endémique du Laos.

## Étymologie
Cette espèce est nommée en l'honneur d'Eugène Poilane (1887–1964).

## Publication originale
- Bourret, 1939 : Notes herpétologiques sur l'Indochine française. XVIII. Reptiles et batraciens reçus au Laboratoire des Sciences Naturelles de l'Université au cours de l'année 1939. Descriptions de quatre espèces et d'une variété nouvelles. Bulletin Général de l'Instruction Publique, Hanoi, vol. 19, p. 5-39.